# أبو طلحة الأسدي
أبو طلحة الأسدي تابعي ومُحدث سكن الكوفة، روايته مقبولة عند أغلب علماء الجرح والتعديل، وقال عنه الذهبي: «صدوق». روى له أبو داود في سننه حديثا واحدًا.

## علمه بالحديث
- حدث عن: أنس بن مالك، وعبد الله بن عباس، وأبي عمرو الشيباني.
- حَدث عنه: إبراهيم بن محمد بن حاطب والركين بن الربيع، وسليمان بن مهران الأعمش وعبد الملك بن عمير وأبو العميس عتبة بن عبد الله المسعودي.[1][2][3]